# اوشاکوو (باشقیرستان)
اوشاکوو (انگلیسی: Ushakovo, Republic of Bashkortostan) یک شهرک در شهرستان اوفیمسکی استان باشقیرستان کشور روسیه است.